# Cheremule
Cheremule es un municipio de Italia de 469 habitantes en la provincia de Sassari, región de Cerdeña.
Se encuentra situado en la región histórica de Meilogu. Muchos son los testimonios de la época nurágica que se hallan en su territorio. Se hallaron restos de un homínido datados de hace 300.000 años, llamando la atención científica internacional.

## Evolución demográfica
| Gráfica de evolución demográfica de Cheremule entre 1861 y 2001 |
|                                                                 |
| Fuente ISTAT - elaboración gráfica de Wikipedia                 |